# Осадчиев, Александр Дмитриевич
Алекса́ндр Дми́триевич Оса́дчиев (25 апреля 1919, Борисоглебск — 23 марта 2001, Москва) — Герой Советского Союза (1946), генерал-майор авиации (1975).

## Биография
Родился 25 апреля 1919 года в городе Борисоглебск Тамбовской губернии. В 1936 году окончил 9 классов школы.
В армии с августа 1936 года. В 1939 году окончил Качинскую военную авиационную школу лётчиков. Служил лётчиком, командиром звена и заместителем командира авиаэскадрильи в строевых частях ВВС (в Сибирском военном округе и на Дальнем Востоке).
Участник Великой Отечественной войны: в апреле 1943 — апреле 1945 — заместитель командира и командир авиаэскадрильи, помощник командира 43-го истребительного авиационного полка по воздушно-стрелковой службе. Воевал на Северо-Кавказском, Южном, 4-м Украинском, 3-м и 1-м Белорусских фронтах. Участвовал в освобождении Кубани, Донбасской, Мелитопольской, Крымской, Минской, Вильнюсской, Каунасской, Восточно-Померанской и Берлинской операциях. Совершил 250 боевых вылетов на истребителях Як-7, Як-1, Як-9 и Як-3, в 76 воздушных боях сбил лично 15 и в составе группы 7 (по другим данным — лично 18 и в составе группы 6) самолётов противника.
За мужество и героизм, проявленные в боях, Указом Президиума Верховного Совета СССР от 15 мая 1946 года майору Осадчиеву Александру Дмитриевичу присвоено звание Героя Советского Союза с вручением ордена Ленина и медали «Золотая Звезда».
В июле 1945 года окончил курсы при Липецкой высшей офицерской школе ВВС. До января 1946 года продолжал службу помощником командира авиаполка по воздушно-стрелковой службе (в Группе советских войск в Германии). В 1950 году окончил Военно-воздушную академию (Монино). Был заместителем командира истребительного авиаполка (в Прикарпатском военном округе), в 1951—1952 — начальником воздушно-стрелковой службы Борисоглебского военного авиационного училища лётчиков. В 1952—1957 — начальник воздушно-стрелковой службы и заместитель начальника оперативно-разведывательного отдела ВВС Воронежского военного округа. В 1959 году окончил Военную академию Генштаба.
В 1959—1960 — начальник штаба Черниговского высшего военного авиационного училища лётчиков, в 1961—1965 — начальник штаба Оренбургского высшего военного авиационного училища лётчиков. В 1965—1970 — заместитель начальника штаба ВВС Приволжского военного округа, в 1970—1971 — заместитель начальника штаба 15-й воздушной армии (Прибалтийский военный округ). В 1971—1980 — старший преподаватель кафедры оперативного искусств ВВС Военной академии Генштаба. С мая 1981 года генерал-майор авиации А. Д. Осадчиев — в отставке.
Жил в Москве. Умер 23 марта 2001 года. Похоронен на Троекуровском кладбище в Москве.

## Семья
Дочь Наталья (6.08.1949 — 20.02.1999) — специалист по авиационной и космической медицине, доктор медицинских наук, академик Российской Академии космонавтики имени К. Э. Циолковского. Работала на кафедре авиационной и космической медицины Московской медицинской академии имени И. М. Сеченова.

## Награды
- Герой Советского Союза (15.05.1946);
- орден Ленина (15.05.1946);
- два ордена Красного Знамени (11.05.1944; 30.12.1956);
- орден Александра Невского (20.08.1944);
- три ордена Отечественной войны 1-й степени (30.10.1943; 12.01.1944; 11.03.1985);
- два ордена Красной Звезды (19.11.1951; 22.02.1977);
- медали.
- иностранные награды.